# Episodi di Riverdale (seconda stagione)
La seconda stagione della serie televisiva Riverdale, composta da ventidue episodi, è stata trasmessa in prima visione assoluta negli Stati Uniti d'America su The CW dall'11 ottobre 2017 al 16 maggio 2018.
In Italia la stagione è andata in onda dal 2 luglio 2018 al 27 novembre 2018 su Premium Stories, canale a pagamento della piattaforma Mediaset Premium.
Il 1º luglio 2019 la stagione venne pubblicata sulle piattaforme streaming Netflix e Amazon Prime Video.
Gli antagonisti principali sono Hiram Lodge, Penny Peabody, Chic e Black Hood (o il boia), interpretati rispettivamente da Mark Consuelos, Brit Morgan, Hart Denton e Lochlyn Munro.
A partire da questa stagione Mark Consuelos (Hiram Lodge), Casey Cott (Kevin Keller), Skeet Ulrich (FP Jones) entrano nel cast principale. 
| n° | Titolo originale                                  | Titolo italiano                                  | Prima TV USA     | Prima TV Italia   |
| -- | ------------------------------------------------- | ------------------------------------------------ | ---------------- | ----------------- |
| 1  | Chapter Fourteen: A Kiss Before Dying             | Capitolo quattordici: "Un bacio prima di morire" | 11 ottobre 2017  | 2 luglio 2018     |
| 2  | Chapter Fifteen: Nighthawks                       | Capitolo quindici: "I falchi della notte"        | 18 ottobre 2017  | 9 luglio 2018     |
| 3  | Chapter Sixteen: The Watcher in the Woods         | Capitolo sedici: "Gli occhi del parco"           | 25 ottobre 2017  | 16 luglio 2018    |
| 4  | Chapter Seventeen: The Town That Dreaded Sundown  | Capitolo diciassette: "La città che aveva paura" | 1º novembre 2017 | 23 luglio 2018    |
| 5  | Chapter Eighteen: When a Stranger Calls           | Capitolo diciotto: "Chiamata da uno sconosciuto" | 8 novembre 2017  | 30 luglio 2018    |
| 6  | Chapter Nineteen: Death Proof                     | Capitolo diciannove: "A prova di morte"          | 15 novembre 2017 | 6 agosto 2018     |
| 7  | Chapter Twenty: Tales from the Darkside           | Capitolo venti: "Codice mistero"                 | 29 novembre 2017 | 13 agosto 2018    |
| 8  | Chapter Twenty-One: House of the Devil            | Capitolo ventuno: "La casa del diavolo"          | 6 dicembre 2017  | 20 agosto 2018    |
| 9  | Chapter Twenty-Two: Silent Night, Deadly Night    | Capitolo ventidue: "Natale di sangue"            | 13 dicembre 2017 | 27 agosto 2018    |
| 10 | Chapter Twenty-Three: The Blackboard Jungle       | Capitolo ventitré: "Il seme della violenza"      | 17 gennaio 2018  | 3 settembre 2018  |
| 11 | Chapter Twenty-Four: The Wrestler                 | Capitolo ventiquattro: "Il lottatore"            | 24 gennaio 2018  | 10 settembre 2018 |
| 12 | Chapter Twenty-Five: The Wicked and the Divine    | Capitolo venticinque: "Il cattivo e il divino"   | 31 gennaio 2018  | 17 settembre 2018 |
| 13 | Chapter Twenty-Six: The Tell-Tale Heart           | Capitolo ventisei: "Un cadavere di troppo"       | 7 febbraio 2018  | 24 settembre 2018 |
| 14 | Chapter Twenty-Seven: The Hills Have Eyes         | Capitolo ventisette: "Una questione di baci"     | 7 marzo 2018     | 2 ottobre 2018    |
| 15 | Chapter Twenty-Eight: There Will Be Blood         | Capitolo ventotto: "Patto di sangue"             | 14 marzo 2018    | 9 ottobre 2018    |
| 16 | Chapter Twenty-Nine: Primary Colors               | Capitolo ventinove: "I colori della vittoria"    | 21 marzo 2018    | 16 ottobre 2018   |
| 17 | Chapter Thirty: The Noose Tightens                | Capitolo trenta: "Il cappio al Collo"            | 28 marzo 2018    | 23 ottobre 2018   |
| 18 | Chapter Thirty-One: A Night to Remember           | Capitolo trentuno: "Una notte indimenticabile"   | 18 aprile 2018   | 30 ottobre 2018   |
| 19 | Chapter Thirty-Two: Prisoners                     | Capitolo trentadue: "Il rapimento"               | 25 aprile 2018   | 6 novembre 2018   |
| 20 | Chapter Thirty-Three: Shadow of a Doubt           | Capitolo trentatré: "Resa dei conti"             | 2 maggio 2018    | 13 novembre 2018  |
| 21 | Chapter Thirty-Four: The Killing of a Sacred Deer | Capitolo trentaquattro: "La notte del giudizio"  | 9 maggio 2018    | 20 novembre 2018  |
| 22 | Chapter Thirty-Five: Brave New World              | Capitolo trentacinque: "L'unione fa la forza"    | 16 maggio 2018   | 27 novembre 2018  |

## Capitolo quattordici: "Un bacio prima di morire"
- Titolo originale: Chapter Fourteen: A Kiss Before Dying
- Diretto da: Rob Seidenglanz
- Scritto da: Roberto Aguirre-Sacasa

### Trama
Dopo essere stato colpito, Fred, viene portato all'ospedale da Archie e presto raggiunto dai suoi amici.
 Lo sceriffo Keller, ottenuta da Archie una descrizione dell'assalitore, lo chiama in centrale per un confronto, ma nessuno degli uomini fermati viene identificato come il colpevole dell'aggressione.
 Mentre Veronica cerca tra le cose di Fred consegnatele dai medici dell’ospedale, Archie scopre che manca il portafoglio.
Betty e Jughead fanno visita a Pop per cercare il portafoglio di Fred, ma non trovano nulla. I due giovani, però, apprendono da Pop che il rapinatore non ha preso soldi dal registro di cassa, il che significa che in realtà quella bravata è stata un attacco diretto contro Fred.
Jughead chiede ai Serpents del Southside di indagare sulle sparatorie avvenute a Riverdale; la banda indaga, ma senza successo.
Veronica accusa Hermione di aver assunto una persona per uccidere Fred, ma lei nega e le tensioni tra loro crescono, poiché Veronica non è sicura che sua madre stia dicendo la verità.
Nel frattempo, Cheryl intimidisce Penelope, che è stata ricoverata in ospedale in seguito alle gravi ustioni riportate nell'incendio della loro villa, e le rivela di sostenere che l’incendio sia stato un incidente e che la ripagherà con la stessa moneta.
Fred sopravvive al colpo di pistola e si riprende.
Hiram ritorna a Riverdale esasperando ulteriormente le tensioni nella famiglia Lodge.
Nella vicina città di Greendale, la signorina Grundy viene strangolata a morte con l'archetto di un violoncello dallo stesso assalitore di Fred.
- Ascolti USA: telespettatori 2.340.000 - rating 18-49 anni 0.8%[4]
- Guest star: Nathalie Boltt (Penelope Blossom), Martin Cummins (sceriffo Keller), Sarah Habel (Geraldine Grundy), Charles Melton (Reggie Mantle), Lochlyn Munro (Hal Cooper), Molly Ringwald (Mary Andrews), Asha Bromfield (Melody Valentine), Peter Bryant (Mr. Weatherbee), Barclay Hope (Clifd Blossom), Hayley Law (Valerie Brown), Colin Lawrence (Coach Clayton).

## Capitolo quindici: "I falchi della notte"
- Titolo originale: Chapter Fifteen: Nighthawks
- Diretto da: Allison Anders
- Scritto da: Michael Grassi

### Trama
Dopo aver appreso dell'omicidio della signorina Grundy, un sempre più ansioso Archie sospetta che la sua morte sia collegata alla sparatoria di Fred, pertanto viene spinto a prendere una pistola da Dilton Doiley, membro degli scout locali.
Dopo la sparatoria, il business di Pop's Chock'lit Shoppe è diminuito, portando Pop a considerare di vendere il locale. Betty allora convince Pop a lasciarle organizzare una serata di divertimento in stile retrò per cercare di far riprendere gli affari.
Jughead scopre che F.P. dovrà scontare 20 anni di carcere e quindi chiede aiuto a Penny Peabody, un avvocato dei Serpents, che consiglia a Jughead di chiedere ai Blossom di testimoniare a favore di suo padre. Cheryl inizialmente rifiuta, ma si arrende quando Betty la convince minacciandola di pubblicare il video dell'omicidio di Jason.
 Con la testimonianza di Cheryl, il giudice alla fine decide di riconsiderare la sentenza di F.P.
Hiram compra senza difficoltà il locale da Pop, ma dice a Veronica che ha fatto una "donazione di beneficenza" per aiutarlo a tenere aperto.
Moose Mason e la sua nuova ragazza, Midge Klump, vanno nel bosco con la jingle jangle, una nuova droga che viene venduta a Riverdale, ma mentre si stanno sballando, vengono aggrediti dallo stesso assalitore di Fred.
- Ascolti USA: telespettatori 1.760.000 - rating 18-49 anni 0.6%[5]
- Guest star: Nathalie Boltt (Penelope Blossom), Martin Cummins (sceriffo Keller), Major Curda (Dilton Doiley), Robin Givens (Sierra McCoy), Sarah Habel (Geraldine Grundy), Charles Melton (Reggie Mantle), Brit Morgan (Penny Peabody), Asha Bromfield (Melody Valentine), Peter Bryant (Mr. Weatherbee).

## Capitolo sedici: "Gli occhi del parco"
- Titolo originale: Chapter Sixteen: The Watcher in the Woods
- Diretto da: Kevin Sullivan
- Scritto da: Ross Maxwell

### Trama
Kevin, che si trova nella foresta, sente alcuni spari e si precipita a vedere cosa è successo, trovando Midge che piange. Moose, che è rimasto ferito per proteggere Midge dagli spari, viene ricoverato in ospedale e fortunatamente sopravvive.
In seguito all'incidente avvenuto a Moose, Archie fonda un gruppo di vigilantes chiamato Red Circle, per proteggere gli studenti della Riverdale High.
I Cooper ricevono una lettera da un certo "The Black Hood", nella quale questo personaggio si assume la responsabilità per le sparatorie e per l'omicidio della signorina Grundy, spiegando che il suo scopo è quello di colpire i peccatori di Riverdale. A quel punto Polly, temendo per i gemelli che porta in grembo, lascia la città, visto che la sua relazione con Jason era una specie di incesto e che quindi potrebbe venire considerata una peccatrice.
Nel frattempo Jughead inizia a frequentare la Southside High, facendo amicizia con Toni Topaz, una Serpents, e riapre il giornalino scolastico, il "Red and Black", sotto la consulenza dell'insegnante d'inglese, Robert Philips.
Kevin continua a uscire a notte fonda, facendo preoccupare Betty; la ragazza lo segue in una delle sue uscite, aiutata da Cheryl, ma lei e Kevin finiscono per litigare.
Jughead viene picchiato mentre esce da scuola, ma non viene mostrato il suo aggressore.
 Betty cura le ferite di Jughead e il ragazzo le mente, dicendole che se le è procurate in un incidente in moto.
Betty va a cercare Kevin a casa sua ma non lo trova.
 Kevin, mentre aspetta una persona nel bosco, vede un'auto con i fari accesi, con al volante un uomo con un berretto con la visiera calata, che non lascia vedere gli occhi; l'uomo in questione gli offre un passaggio, ma Kevin scappa e corre a casa.
Veronica cambia impiego nelle Lodge Industries.
Kevin non vuole parlare con Betty riguardo a quello che sta passando.
Archie registra un video in cui minaccia Black Hood.

## Capitolo diciassette: "La città che aveva paura"
- Titolo originale: Chapter Seventeen: The Town That Dreaded Sundown
- Diretto da: Jason Stone
- Scritto da: Amanda Lasher

### Trama
Il video del Cerchio Rosso di Archie diventa virale, ma per molti incita alla violenza, così il preside Weatherbee minaccia il ragazzo di espellerlo da scuola se non scioglierà il gruppo. Tuttavia, Archie non si lascia intimidire e viene appoggiato da Veronica, che distribuisce a tutti gli studenti delle t-shirt personalizzate per accrescere il movimento del Cerchio Rosso. Betty riceve una lettera spedita dal famigerato Black Hood, nella quale le spiega che il discorso da lei recitato nel 75º anniversario di Riverdale ha ispirato la sua follia omicida, e in allegato aggiunge un codice che solo Betty potrà essere in grado di decifrare. Betty ne parla con Kevin per non spaventare Jughead e la sua famiglia, ma durante una serata in compagnia dei due ragazzi e di Toni per decifrare il messaggio, Jughead scopre la lettera e decide di darle una mano. I due amanti, grazie ad un lampo di genio di Betty, riescono nell’impresa e capiscono che il Black Hood colpirà laddove è tutto cominciato, cioè il municipio, dove il sindaco McCoy ha indetto una riunione straordinaria con gli adulti della città per discutere sul da farsi. Betty e Jughead arrivano appena in tempo per far evacuare il posto, dopodiché la ragazza è costretta a condividere la lettera del Black Hood ai genitori e allo sceriffo Keller. Intanto, Archie si reca nel Southside per dipingere con delle bombolette spray diversi simboli del Cerchio Rosso affinché il Black Hood esca allo scoperto, ma s’imbatte in alcuni Serpents che frequentano la scuola di Jughead, come Sweet Pea e Fangs Fogarty, che lo infastidiscono fino a quando il giovane non caccia fuori la pistola di Dilton e gliela punta contro. L’indomani mattina, dopo che lo sceriffo Keller e il preside Weatherbee s’insospettiscono sulle sue bravate, Archie chiede a Veronica di recuperare la pistola che ha nascosto dal bagno della scuola. Alla sera, invece, Sweet Pea, Fangs e i Serpents bussano alla porta di Archie, che si trovava insieme ai Bulldogs, per vendicarsi dell’episodio nel Southside, perciò ne scaturisce un violento scontro corpo a corpo tra Serpents e Bulldogs che termina quando Veronica spara un colpo di pistola. Alla fine, Archie comprende fino a dove si è spinto e, accompagnato da Veronica, getta la pistola nel fiume Sweetwater. Contemporaneamente, Betty viene telefonata da un numero sconosciuto: il suo interlocutore è nientepopodimeno che il Black Hood.

## Capitolo diciotto: "Chiamata da uno sconosciuto"
- Titolo originale: Chapter Eighteen: When a Stranger Calls
- Diretto da: Ellen Pressman
- Scritto da: Aaron Allen

### Trama
Black Hood rivela a Betty di sapere dove si nasconde Polly e pertanto minaccia di ucciderla, a meno che Betty non pubblichi una vecchia foto segnaletica di Alice risalente a diversi decenni prima.
Hiram invita in città la famiglia St.Clair, i quali erano amici dei Lodge a New York. Insieme a loro c'è il figlio Nick, un vecchio amico di Veronica, che non perde occasione per farle delle insistenti avances sessuali.
Nel Southside, Jughead scopre che Sweet Pea, un giovane membro dei Serpent ha intenzione insieme alla sua banda di far saltare in aria un ufficio e, per impedire che ciò accada, accetta di unirsi finalmente ai Serpents.
Black Hood costringe Betty a tagliare i legami prima con Veronica, con la quale litiga a una festa nell'hotel dove alloggiano Nick e i St.Clair, poi con Jughead, dichiarandogli che la loro storia è finita, mandando però Archie a comunicarglielo al posto suo.
 Più tardi, Black Hood attira Betty in una casa abbandonata e le fa aprire una scatola in cui vi è un cappuccio, poi le dice di indossarlo e di voltarsi verso uno specchio, per mostrarle che in fondo loro due sono uguali.
Il giorno seguente, a un evento pubblico organizzato dai Lodge, Nick St.Clair scioglie della droga nel drink di Cheryl, poi la porta nella sua camera d'albergo e cerca di approfittarsi di lei mentre la ragazza non è cosciente. Fortunatamente, Veronica e le PussyCats, notando il suo comportamento strano, riescono a fermarlo in tempo.
Dopo la cerimonia di iniziazione per entrare a far parte dei Serpents, Jughead e Toni siedono nella sua roulotte, dove lui le comunica che con Betty è finita; a quel punto, Toni lo bacia.
Una volta tornata a casa, Betty riceve un'altra chiamata da Black Hood: l’uomo misterioso sa che lei ha infranto le regole parlando con Archie di tutto quello che stava succedendo e pertanto minaccia di fare del male a Polly se Betty non gli dirà immediatamente il nome di un "peccatore" da uccidere per la sua causa. Betty, ripensando al rischio corso da Cheryl all'evento dei Lodge, fa il nome di Nick St.Clair.

## Capitolo diciannove: "A prova di morte"
- Titolo originale: Chapter Nineteen: Death Proof
- Diretto da: Maggie Kiley
- Scritto da: Tessa Leigh Williams e Arabella Anderson

### Trama
Black Hood rifiuta di uccidere Nick St.Clair, in quanto il ragazzo non è originario della cittadina di Riverdale, dunque sfida Betty a scoprire l'identità di Sugarman, il fornitore locale di jingle jangle.
Cheryl vorrebbe sporgere denuncia contro Nick, ma Penelope glielo impedisce, ottenendo in cambio del denaro dalla famiglia St.Clair.
Archie va alla Southside High per avvertire Jughead di un raid organizzato dal sindaco McCoy e dallo sceriffo Keller per ripulire la scuola dagli spacciatori di droga.
Tall Boy, il braccio destro di F.P. nei Serpents, stringe un accordo con i Ghoulies, gang nemica dei Serpents e attualmente dedita allo spaccio di jingle jangle.
Jughead e Archie fanno visita a F.P. in carcere, il quale suggerisce al figlio di sfidare i Ghoulies in una corsa automobilistica clandestina. Tuttavia, durante la gara, Archie schiaccia il freno sulla macchina di Jughead e gli rivela di aver precedentemente avvertito la polizia: lo sceriffo Keller arresta così il leader dei Ghoulies.
Sia Veronica che Cheryl convincono i rispettivi genitori a non mettersi più in affari con i St.Clair.
 Più tardi, i Lodge ricevono una telefonata: i St.Clair sono finiti fuori strada a bordo della loro macchina e ci vorranno diversi mesi prima che si rimettano, inoltre Nick pare abbia avuto un incidente sciistico, rompendosi entrambe le gambe.
Penelope rivela a Cheryl l'identità di Sugarman e la ragazza passa a sua volta l'informazione a Betty. Quest’ultima però, invece di dare il nome a Black Hood, denuncia Sugarman alla polizia e ne pubblica l'identità sul Blue and Gold: Sugarman non è altro che Robert Philips, l'insegnante di letteratura inglese alla Southside High. Facendo così, Betty sperava di salvare una persona dalla furia omicida di Black Hood consegnandola alla giustizia, ma Robert viene ugualmente ucciso dal misterioso serial killer, nella propria cella presso il dipartimento dello sceriffo Keller.

## Capitolo venti: "Codice mistero"
- Titolo originale: Chapter Twenty: Tales from the Darkside
- Diretto da: Dawn Wilkinson
- Scritto da: James DeWille

### Trama
Josie inizia a comporre canzoni da sola, per via di alcuni precedenti dissapori con le PussyCats, ma le altre due ragazze della sua band, ben presto, lo scoprono e la cacciano. La tristezza di Josie viene alleviata dal sostegno di Cheryl che, a sua insaputa, ha proposto alcune sue canzoni ad uno studio di registrazione.
 Josie inizia ad essere perseguitata tramite messaggi anonimi, probabilmente lasciati da Black Hood. Sua madre, il sindaco McCoy, decide di controllare più attentamente la figlia e le impone di tornare a casa prima che faccia buio.
Nel frattempo, Jughead viene contattato da Penny Peabody, la cosiddetta "Incantatrice di Serpenti", con la quale suo padre F.P. gli aveva raccomandato di non parlare più perché ritenuta pericolosa. I due si incontrano da Pop's e lei lo convince a consegnare un carico di droga, con il cui ricavato in denaro potrà aiutare F.P. a uscire di prigione.
 Jughead chiede ad Archie di portare il carico sul furgone di suo padre Fred, ma durante la guida i due bucano una gomma. Un uomo di nome Freddie offre a Jughead un passaggio in cambio di denaro e, durante una sosta presso un motel, Freddie racconta a Jughead, tra un boccone e l'altro, la leggenda sul "Macellaio di Riverdale", che tempi addietro sparò ad una famiglia intera. Si pensa che questo “macellaio” sia ancora a Riverdale o, peggio, che lui e Black Hood siano la stessa persona. Finito il racconto, l'uomo si alza senza pagare e minaccia di rubare il carico di Jughead. Interviene però Archie, che ha riparato la gomma del furgone di Fred e che paga la cena all'uomo, riprendendo la cassa e portandola finalmente a destinazione.
 Penny Peabody, a lavoro compiuto, vuole che Jughead continui con questi "lavoretti" di consegna, ma il ragazzo si rifiuta; Penny allora lo minaccia con una registrazione video in cui si vedono chiaramente lui ed Archie trasportare il carico incriminato in un magazzino. Penny poi dice a Jughead di avere un conto in sospeso con suo padre F.P., il quale non aveva rispettato alcune promesse, e che se lui non porterà a termine i suoi incarichi ci saranno grossi problemi.
Betty comincia a sospettare che lo sceriffo Keller sia Black Hood, e pertanto chiede a Veronica di aiutarla a cercare qualche prova per incastrarlo. Veronica, di contro, è convinta che lo sceriffo sia invece coinvolto in un semplice affare amoroso segreto.
 Veronica si organizza con Kevin e dorme a casa sua per avere un'occasione di cercare prove riguardo allo sceriffo, ma le sue ricerche sono inconcludenti, infatti Veronica scopre solo che la porta dello studio di Keller risulta essere chiusa a chiave, cosa che a lei e a Betty risulta strana. Tornata in camera da letto, Veronica nota che lo sceriffo è uscito di casa a notte inoltrata ed è ritornato solamente alle 4 del mattino.
 Il secondo tentativo di ricerca delle prove viene fatto da Betty che, trovata la chiave di casa Keller sotto un vaso, si intrufola dentro, apre la porta dello studio con un fermacapelli e inizia a rovistare. Betty nota subito le foto delle persone uccise fino a quel momento affisse su una parete. Inoltre, in un cassetto della scrivania di Keller, ritrova uno dei passamontagna di Black Hood. Lo sceriffo Keller la coglie però in flagrante e la porta in caserma, non prima di aver convocato anche suo padre Hal.
 Quella sera stessa, Betty e Veronica aspettano che lo sceriffo esca di casa per poi seguirlo in auto. Con stupore, lo colgono nel bel mezzo di un bacio appassionato con il sindaco McCoy.
In seguito, i ragazzi di Riverdale si ritrovano tutti da Pop’s, il quale riceve una telefonata da parte di Black Hood: i cittadini di Riverdale, che avrebbero dovuto non commettere peccati per almeno 2 giorni, hanno invece peccato e quindi ora dovranno pagarne le conseguenze.

## Capitolo ventuno: "La casa del diavolo"
- Titolo originale: Chapter Twenty-One: House of the Devil
- Diretto da: Kevin Sullivan
- Scritto da: Yolonda Lawrence

### Trama
Dopo aver fatto l’amore, Archie dice a Veronica che la ama e lei ovviamente rimane stupita, ma non gli risponde perché, in cuor suo, non si sente ancora pronta a ricambiare quei sentimenti.
Insieme, su richiesta di Betty e Jughead, i quattro amici decidono di restare uniti e di indagare sull'omicidio compiuto dal macellaio anni prima, quando quest’ultimo ammazzò un'intera famiglia di quattro persone.
F.P, nel mentre, viene liberato dal carcere e trova lavoro da Pop's come cameriere. Jughead ne è felice, ma Penny continua a ricattarlo e a minacciarlo perché, se non gli pagherà i debiti che suo padre ha contratto con lei, F.P. finirà di nuovo in prigione.
Betty, nel mentre, vuole assicurarsi che Jughead sia al sicuro e, per cercare di proteggerlo e farsi perdonare per aver rotto con lui, si reca dai Serpents per organizzare una festa di addio al padre di Jughead, che vuole lasciare la gang. Qui, Betty ne approfitta per parlare con Toni, chiedendole cosa deve fare per entrare anche lei nei Serpents, a costo di proteggere Jughead. La prova che dovrà sostenere Betty consiste in una lap dance sexy davanti agli occhi di Jugh, alla festa d’addio per F.P.
Archie e Veronica, nel frattempo, si recano dallo sceriffo Keller per chiedergli dell'omicidio avvenuto tanti anni prima a opera del macellaio, così Keller consegna ai due ragazzi il nome dello sceriffo che seguiva il caso a quei tempi: lo sceriffo Howard, morto ormai da due anni. 
Penny continua a chiedere a Jughead lavoretti di scambio di droga e Jugh decide di continuare a mentire a suo padre, a costo di proteggerlo, mentendogli e dicendogli che lui non ha più sentito Penny dopo quella famosa prima volta. F.P gli crede, dicendo a Jughead che Penny è molto pericolosa e di continuare quindi a starle lontano.
 Penny dice a Jugh che F.P. ha ancora tanti debiti con lei, la quale si scopre appartenere alla cerchia ristretta di trafficanti di droga coinvolti negli affari del defunto Clifford Blossom. 
Archie e Veronica si recano nella casa abbandonata dove vennero commessi quei brutali assassini a opera del macellaio, ma qui scoprono che in realtà nella famiglia trucidata i membri erano 5 e non 4: il terzo figlio della famiglia risulta ancora vivo, solo che gli fu cambiato nome per fargli dimenticare tutto quello che era accaduto.
 Archie e Veronica trovano una foto della famiglia al completo e, cercando negli annuari dei vari anni scolastici della Riverdale High, scoprono che il bambino è in realtà l’attuale bidello della scuola, Svenson Joseph. Archie e Veronica si recano allora da lui, che inizialmente scappa ma che, alla fine, racconta loro tutta la storia riguardo a ciò che accadde quella fatidica notte. 
Archie vuole parlare con Veronica riguardo alla faccenda del "Ti Amo", dicendole che a lui non importa se lei non si sente ancora pronta per ricambiare il suo amore, perché la comprende. Veronica però continua a non volerne parlare ed Archie si intristisce ancora di più, finché la sera della festa di F.P. i due si ritrovano a duettare cantando la canzone preferita di lei. A un certo punto, però, Veronica scappa, dicendo ad Archie che non ricambia i suoi sentimenti e che quindi i due si devono allontanare, perché lei non capisce come mai non lo ama.
 Betty, nel mentre, fa la lap dance davanti a Jughead e a sua mamma Alice, scopertasi poi essere un effettivo ex membro dei Serpents. Jugh capisce tutto e si arrabbia con la ragazza perché ora Betty vuole diventare una Serpents, per cui le dice che non potranno tornare effettivamente assieme finché tutto non tornerà a posto. Penny infatti aveva precedentemente minacciato Betty, quindi adesso Jughead è spaventato e vuole tenere lontana la ragazza da tutta questa storia.
F.P., scoperto che il figlio Jugh gli ha mentito riguardo a Penny, decide di rimanere nei Serpents e dice a Jughead che lo ha deluso molto per via della menzogna che gli ha raccontato, pertanto lui rimarrà nella gang per continuare a proteggerlo da Penny.

## Capitolo ventidue: "Natale di sangue"
- Titolo originale: Chapter Twenty-Two: Silent Night, Deadly Night
- Diretto da: Rob Seidenglanz
- Scritto da: Shepard Boucher

### Trama
È il periodo di Natale e Archie e Veronica, nel frattempo, sono rimasti amici.
Betty e Archie notano che a scuola il signor Svenson è stato sostituito da un altro bidello, e pertanto vogliono scoprire il perché, visto che hanno paura che lo abbia preso Black Hood.
Fred Andrews riceve una busta dall'ospedale con scritto che deve pagare le spese mediche ricevute, ma la cifra è troppo alta: 86.000 dollari, denaro che gli Andrews non hanno a disposizione.
Nei giorni a seguire, i ragazzi di Riverdale si scambiano i regali di Natale e Archie confida a Veronica della spese mediche del padre, e che loro non hanno abbastanza soldi per pagarle.
Veronica curiosa in casa sua e nello studio di suo padre Hiram, trovando il contratto in cui si afferma che i Lodge hanno comprato Pop's; avendo scoperto ciò, Veronica chiama l'ospedale e, per ripicca, paga sotto donazione anonima il conto degli 86.000 dollari per le spese mediche di Fred Andrews.
Archie e Betty si recano a casa del signor Svenson per vedere se è tutto a posto, ma non lo trovano.
Betty riceve un regalo di Natale con un dito mozzato all'interno e un bigliettino: è da parte di Black Hood, che le dice che il dito è del signor Conway (Svenson) e che lui lo ha catturato; per salvarlo, Betty deve recarsi "dove è stato compiuto il peccato iniziale", ovvero il peccato compiuto dal signor Svenson molti anni prima, quando da bambino incolpò un uomo innocente dell'omicidio della sua famiglia.
Betty e Archie vanno a parlare con le suore dell’istituto in cui Svenson aveva alloggiato prima di essere adottato e queste ultime dicono loro che Svenson era un ragazzino complicato e problematico e che, un giorno, ricevette una visita da un gruppo di uomini e di una donna dai capelli bianchi con una ciocca color porpora, Nana Rose Blossom, l'attuale nonna di Cheryl.
 Successivamente Betty scopre che in quel gruppo di uomini c’era anche suo nonno e, una volta tornata a casa, rinviene una fotografia, sempre di suo nonno, che ritrae lui e gli altri uomini misteriosi a Picken's Park, di fronte alla tomba del macellaio appena ammazzato da loro.

Dopo aver trovato la foto del gruppo, Archie e Betty capiscono di doversi recare a Picken's Park, dove poco dopo vengono raggiunti da Black Hood. I ragazzi riescono ad incastrarlo e di colpo lo sceriffo Keller arriva sul luogo, sparando e uccidendo Black Hood. Alla fine, si scopre che Black Hood non è altri che il signor Svenson stesso. La situazione ora sembra migliorare, ma Betty è sempre più convinta che la storia non sia ancora finita, che ci sia ancora qualcosa sotto, che forse Black Hood esiste ancora.
 In tutto ciò, Archie e Betty si scambiano un bacio perché entrambi sono molto confusi a causa di tutto quello che sta succedendo loro, inoltre vengono visti da Cheryl.
Nel mentre, F.P. e Jughead continuano a litigare perché Jugh vuole incastrare Penny, ma suo padre in realtà vorrebbe che lui rimanesse alla larga da tutta quella storia, perché vorrebbe per suo figlio una vita normale.
 Jugh riunisce i giovani Serpents e insieme catturano Penny sfigurandola, tagliandole via il tatuaggio di appartenenza alla gang e risolvendo la questione. 
I genitori di Veronica scoprono che la loro figlia ha pagato il conto dell’ospedale per Fred e pertanto decidono di dirle la verità, proponendole un accordo che alla fine lei accetta. 
È la sera di Natale, e Veronica si presenta a casa di Archie: lei ora sente di ricambiare l'amore per lui e quindi gli dice che anche lei lo ama e che vuole stare insieme a lui. I due si baciano, mentre qualcuno li sta spiando.

## Capitolo ventitré: "Il seme della violenza"
- Titolo originale: Chapter Twenty-Three: The Blackboard Jungle
- Diretto da: Tim Hunter
- Scritto da: Britta Lundin e Brian E. Paterson

### Trama
La scuola Southside High viene definitivamente chiusa e i Lodge, ospitati dal sindaco McCoy, trattano per l'acquisto dei terreni della Southside High. 
Tutti gli studenti del Southside vengono integrati nelle varie scuole del distretto, tra cui la Riverdale High, in cui Jughead fa ritorno insieme ai suoi amici Serpents, solo che alcuni Northsider non sono d'accordo con questa scelta: per esempio Cheryl e Reggie, che non accolgono molto bene i Serpents.
 Per una migliore integrazione, si inizia dall'abbigliamento scolastico: i Southsider non dovranno più vestire le giacche in pelle e altre cose varie che li identificano membri della loro banda, chi non obbedirà a ciò verrà espulso. Jughead, all'inizio, non è molto d'accordo e alla fine fa scoppiare una rissa contro Reggie, perché si presenta a scuola con la giacca dei Serpents.
Nel mentre, Archie viene contattato da un investigatore dell'FBI, Adams, che gli chiede di scoprire quali siano gli affari criminali di Hiram Lodge, visti i suoi buoni rapporti con la figlia Veronica. Archie accetta l'accordo, in quanto suo padre Fred è socio in affari con le Lodge Industries e lui non vuole che vada nei casini.
 Sotto segreto, senza farsi scoprire da nessuno, Archie deve indagare sul padre della sua ragazza e scoprire cosa è davvero successo a Nick St.Clair, se davvero il ragazzo ha avuto un incidente sciistico, perché in realtà si pensa che sia stato Hiram a spezzargli le gambe, in quanto voleva vendicare le malizie subite da Veronica ad opera di Nick. A quel punto, Archie decide di chiedere una mano a Cheryl.
Intanto, Polly ha avuto i due gemelli, decidendo però di tenere nascosta la loro nascita ai propri genitori. Betty lo scopre e decide di dirlo ai suoi, aggiungendo che, per consolare la madre, vorrebbe assolutamente scoprire e conoscere il suo primogenito, che fu dato in adozione alla nascita. Dopo aver scoperto che il ragazzo si chiama Charles, Betty parte alla sua ricerca con Alice e, alla fine, le due lo trovano, lo conoscono e gli chiedono di tornare a casa con loro, ma lui sembra respingerle e, arrabbiato per cosa successe in passato, le manda via facendo piangere Alice. 
Archie va a trovare Nick e, sotto richiesta di Cheryl, va a farsi scrivere un altro assegno in contanti per la famiglia Blossom.
 Archie, dopo essere stato provocato da Nick riguardo a Veronica, ne approfitta per spaccargli il naso, visto che il ragazzo ci aveva provato con la sua ragazza; inoltre tenta anche di scoprire, per via della richiesta dell'investigatore Adams, come Nick si sia effettivamente rotto le gambe. 
Veronica scopre cosa Archie ha fatto a Nick e lui le dice la verità: è andato a trovarlo solo per adempiere alla richiesta di Cheryl di ottenere un altro assegno di risarcimento, per il silenzio che lei e sua madre Penelope avevano promesso di mantenere riguardo al tentato stupro. Però Archie confida a Veronica che lo ha fatto anche perché Cheryl lo ricattava di averlo visto baciarsi con Betty. Dopo aver sentito ciò, Veronica ci rimane male, ma alla fine decide di perdonare Archie perché lo ama davvero.
Betty decide di tornare all'ostello dove alloggia suo fratello per potergli parlare, ma qui vede che il proprietario lo sta picchiando, così lei lo salva e lo porta a casa sua.
 Charles, che si fa chiamare Chic, viene curato e tenuto a casa dalla famiglia Cooper: Betty è contenta, ma non si rende conto del grosso pericolo che correrà con lui in casa.
 Alla fine dell'episodio, si vede Charles con sguardo assassino che fissa Betty mentre dorme.

## Capitolo ventiquattro: "Il lottatore"
- Titolo originale: Chapter Twenty-Four: The Wrestler
- Diretto da: Gregg Araki
- Scritto da: Greg Murray e Devon Turner

### Trama
Archie tenta di conquistarsi la simpatia di Hiram per cercare di intrufolarsi nella sua vita e scoprirne di più sui suoi affari, pertanto decide di iscriversi al corso di lotta libera della sua scuola, sport amato da Hiram e sponsorizzato dalle Lodge Industries. 
Intanto, si riuniscono a tavola i Lodge, Fred Andrews, il sindaco McCoy, Keller e Veronica per discutere riguardo alla giornata di ricorrenza del Picken's Day, che i Northsider festeggiano ogni anno. I Lodge vogliono rendere più grande l'evento di ricorrenza sponsorizzando il Picken's Day tramite le Lodge Industries accompagnate dalla Andrews Construction, in tal modo da riunire le due comunità di Riverdale, quella Northside e quella Southside, con una grande festa. 
Jughead trova scioccanti informazioni sul passato di Riverdale facendo un'intervista al nonno di Toni: il loro tanto festeggiato generale Picken's aveva in passato massacrato ferocemente dei Southsider chiamati Uktena, precursori dei Serpents, durante una battaglia. 
Intanto, Kevin dice a Betty di aver scoperto che suo fratello Charles (Chic) è un video-gigolò del web, un cyber boy. 
Il sindaco McCoy, che conosce il passato criminale del signor Lodge, non vuole che la figlia Josie abbia rapporti con Veronica, e pertanto le vieta di cantare con lei al Picken's Day. Josie ne discute con Veronica e allora lei decide di entrare nelle PussyCats per cantare alla festa. Josie, vedendola cantare insieme alle sue ex amiche della band, ci rimane male.
 Nel frattempo, sul luogo della festa arrivano i Serpents, pronti a dar voce allo sterminio degli Uktena da parte del generale Picken's, ma Hiram Lodge interviene con un discorso e mette a tacere la rivolta. 
Archie viene denigrato da Hiram ricevendo offese sul fatto che lui non sarà mai all'altezza di stare con sua figlia Veronica, ma poi Hiram ci ragiona su e Archie riesce a conquistare la sua simpatia battendo il rivale Clayton, facente parte di una categoria superiore alla sua, durante una gara di lotta libera a scuola. Hiram Lodge, in seguito a questo avvenimento, si incuriosisce e decide di proporre ad Archie un tirocinio di lavoro da lui per fargli imparare l'arte del business e per iniziare a inserirlo nel campo del lavoro, mettendo così in possibile fallimento l'accordo di Archie con il detective Adams.
Hal Cooper, il padre di Betty, continua a molestare il figlio Chic, dicendogli che vuole che se ne vada perché non lo accetta in famiglia. Betty e la madre Alice, invece, lo trattano bene e cercano di farlo ambientare; inoltre Betty, incuriosita dal fratello maggiore, vuole farsi insegnare l'arte del web che Chic usava per scappare dalla realtà, perché Betty desidera fuggire dal buio che sente dentro di sé e perché vuole scaricare la tensione che ha dentro.

## Capitolo venticinque: "Il cattivo e il divino"
- Titolo originale: Chapter Twenty-Five: The Wicked and the Divine
- Diretto da: Rachel Talalay
- Scritto da: Roberto Aguirre-Sacasa

### Trama
Veronica sta per celebrare la sua cresima, un evento importante per la famiglia Lodge. 
Il sindaco McCoy, sotto ordine del governatore, incolpa i Serpents per l'atto di vandalismo subito dalla statua del generale Picken's, quindi manda lo sceriffo Keller a sfrattare i Southsider dalla zona delle roulotte in cui abitano, forte del fatto che molti di loro non pagavano l'affitto da mesi.
 Anche Jughead è colpito dallo sfratto e quindi chiede aiuto a Betty, che decide di aiutarlo nonostante si siano lasciati. I due, insieme, cospargono la città di volantini in cerca di qualcuno che abbia visto la testa della statua: se la ritroveranno, i Serpents non saranno sfrattati. 
Il signor Lodge invita Archie al suo annuale Casinò Royal che solitamente tiene con un gruppo di suoi amici d'infanzia. Quell’anno, l’evento si svolgerà da Pop’s e Hiram chiede ad Archie se gli può fare da cameriere. Archie accetta anche per via del patto stretto con il detective Adams, che vuole che il ragazzo presti attenzione agli affari di Hiram, compresa la cresima della fidanzata Veronica.
 Veronica viene a conoscenza del lavoro da cameriere di Archie e non vuole che il ragazzo lo faccia, perché ha paura che possa scoprire i segreti di famiglia, mentre lei vorrebbe tenerlo all’oscuro. Hiram però dà un ultimatum a Veronica: o lascia che Archie venga coinvolto nella loro realtà oppure lei dovrà lasciarlo per sempre. 
Intanto Penny, l'Incantatrice di Serpenti, torna dai Serpents per scagliarsi contro Jughead e per far sapere a suo padre F.P. cosa le ha fatto. Lei vuole che Jugh venga sbattuto fuori dai Serpents, subendo lo stesso trattamento che lui ha riservato a lei, ossia scarnificargli il tatuaggio dei Serpents dal corpo con un coltello. F.P. è molto arrabbiato e dice al figlio che lui è stato la rovina dei Serpents. Anche Tall Boy, che è sempre stato contro Jughead, è d'accordo con Penny.
Nel mentre, Jugh e Betty si dirigono alla discarica cittadina, dove un uomo ha ritrovato la testa della statua di Picken’s, dicendo loro di aver notato un tizio alto con indosso la giacca dei Serpents nasconderla tra i rifiuti. Jugh e Betty capiscono che si tratta di Tall Boy, quindi portano le prove ai Serpents, che cacciano il colpevole dalla banda. Più tardi Betty e Jughead si recano alla roulotte di Jughead e fanno l'amore per la prima volta tornando insieme.
La serata al Casinò Royal da Pop's finisce male perché Hiram ha una discussione con un suo socio di nome Poppa Poutine, che gli rinfaccia il fatto che Hermione sia andata a letto con Fred Andrews, e poi lo abbia scelto come socio in affari.
 Archie, spiando Poppa Poutine, scopre che è stato Hiram Lodge a organizzare l'incidente di Nick St.Clair e che adesso i suoi soci lo vogliono rispedire in prigione. Archie pertanto informa il signor Lodge di quanto appreso.
Veronica, durante la sua cresima, confida ad Archie che suo padre è in realtà un mafioso e che con il progetto SoDale vuole cambiare Riverdale in peggio, dicendogli infine che lui non la merita. Lui le ribadisce che la ama e che le trame di Hiram non potranno mai cambiare i sentimenti che lui prova per lei.
Il detective Adams incontra Archie e lo informa che Poppa Poutine è stato trovato morto con un colpo di pistola alla testa, il ragazzo però mente e dice che non sa niente di tutto ciò.
I Lodge ricevono un regalo a casa loro: è la testa mozzata della statua di Picken’s.
A casa Cooper avviene un colpo di scena: Alice sta tranquillamente cenando con Chic, quando all'improvviso suona alla porta un tizio misterioso. Nella scena successiva, Betty torna a casa e sorprende la madre che, con un panno intriso di disinfettante, sta pulendo il sangue del tizio misterioso, il cui corpo giace steso per terra: sua madre Alice potrebbe averlo ucciso per proteggere Chic da qualcosa.

## Capitolo ventisei: "Un cadavere di troppo"
- Titolo originale: Chapter Twenty-Six: The Tell-Tale Heart'
- Diretto da: Julie Plec
- Scritto da: Michael Grassi

'

### Trama
Betty, scioccata da quella situazione, aiuta sua madre a pulire la scena del delitto, poi insieme portano il cadavere in un posto isolato e, con l'aiuto di F.P., lo cospargono di soda caustica. 
Archie e Veronica chiedono entrambi, singolarmente, ad Hiram se c'entri qualcosa con la morte di Poppa Poutine, ma lui risponde di no. Archie però, parlando con il signor Lodge, scopre che Poutine aveva molti debiti, doveva circa 86.000 dollari a Lenny Kovalski, quindi lo riferisce al detective Adams.
Hiram si reca da F.P. per sistemare la questione della testa della statua di Picken's: aveva pagato lui Tall Boy affinché decapitasse quella statua per fare in modo che la colpa ricadesse sui Serpents, ma ora si offre di pagare i loro debiti per farli restare nella zona-roulotte, in cambio però vuole che il suo nome sia tolto dall'articolo di denuncia che Jughead sta scrivendo a proposito. Jughead rifiuta di farlo perché non vuole farsi corrompere e quindi si prepara a massacrare i Lodge con il suo articolo.
I Lodge parlano con il sindaco McCoy perché, per salvarsi in extremis, vogliono far sapere a tutta Riverdale del piano della SoDale riguardo alle modifiche della zona Southside, ma il sindaco rifiuta. Per questo motivo, i Lodge si preparano a far trapelare lo scandalo riguardante il sindaco: ella si frequenta di nascosto con lo sceriffo Keller nei motel.
 Veronica rivela alla McCoy cosa i suoi genitori vogliono farle e lei, per evitare ulteriori casini, decide, in seguito alle nuove elezioni sindacali, di dimettersi dal suo incarico.
Cheryl scopre che sua madre, oltre a prostituirsi per soldi, si frequenta in segreto con Hal Cooper e, una volta incontrato Hal, lo minaccia di non farsi più vedere a casa loro, poi dice tutto a Betty.
Intanto, Betty al Pop's fa un giro di chiamate con il telefono del ragazzo ucciso da sua madre, per scoprire chi sia in realtà, ma non trova nulla e decide quindi di confidarsi con Jughead, perché non sa più cosa fare. Insieme, i due ritrovano l'auto del ragazzo e così la gettano nel lago insieme al suo telefono.
Hal Cooper, dopo essere stato nuovamente sbattuto fuori di casa perché rifiutava Chic, si presenta alla residenza dei Cooper mentre il figlio è da solo, poi lo aggredisce verbalmente. Nel mentre, arriva Betty che, infuriata, gli dice che se non se ne andrà subito via e se non lascerà in pace Chic dirà ad Alice della sua storia d'amore con la mamma di Cheryl.
Archie torna a casa e sorprende suo padre con l'agente Adams.
 Adams ha scoperto che Poppa Poutine non aveva nessun debito con Lenny e che quindi Archie gli ha dichiarato il falso per proteggere Hiram, poi gli da un'ultima possibilità per incastrare il signor Lodge. Archie però non vuole più collaborare perché ama Veronica e vuole proteggere suo padre Fred, socio in affari dei Lodge.
 Adams lascia un microfono ad Archie, ma lui corre da Hiram e gli dice che l'FBI lo ha reclutato come informatore per cercare di incastrarlo e che però lui non ha mai fatto niente di quello che loro gli hanno chiesto.
 Il giorno dopo, l'aiutante dei Lodge, Andre, va a prendere Archie con l'auto e lo porta in un posto appartato per farlo parlare con il suo capo: Hermione Lodge rivela ad Archie che lo hanno sottoposto a una prova di fedeltà, che l'agente Adams non è mai esistito e che lui ha superato la prova. Alla fine, la signora Lodge lo abbraccia e gli dice "benvenuto in famiglia".

## Capitolo ventisette: "Una questione di baci"
- Titolo originale: Chapter Twenty-Seven: The Hills Have Eyes
- Diretto da: David Katzenberg
- Scritto da: Ross Maxwell

### Trama
I Lodge possiedono una casa sul lago a Shadow Lake e, dato che quest'anno terranno dei meeting con famiglie importanti di New York e visto quanto successo dopo l'omicidio di Poutine, decidono di proporre a Veronica di andare con Archie, Betty e Jughead a trascorrere 3 giorni nella loro baita. I ragazzi accettano felici ma Hiram, in segreto, confida ad Archie che, mentre saranno laggiù, Andre resterà nei paraggi per controllarli, senza che Veronica lo sappia. 
Jughead nota che Shadow Lake è un posto un po' strano in quanto in ogni baita lì presente non c’è né cassetta delle lettere né numero civico, quasi come se quello fosse un posto per nascondersi.
Mentre i ragazzi sono alla baita, Cheryl chiama Jughead e gli rivela del bacio che c'è stato tra Betty e Archie. Jug ne rimane allibito, chiedendo a Betty perché gli abbia nascosto la cosa, dato che lui le aveva detto del bacio con Toni. Per sistemare questa faccenda, Veronica decide di proporre una sfida: per riequilibrare le coppie, lei stessa dovrà baciarsi con Jug davanti a Betty e Archie. Alla fine, il bacio tra i due avviene e i quattro ragazzi si perdonano a vicenda. Quella stessa sera, Betty fa per la seconda volta l'amore con Jug. 
Veronica scopre che Andre li sta controllando e pertanto lo caccia via, dopodiché decide di fare un giro da sola con Betty in paese. Le ragazze entrano in un negozio e il proprietario, un ragazzo di nome Cassidy, flirta e ci prova con Veronica alla cassa, e lei non esita a ricambiare. Betty le ricorda però che ha solo avuto una discussione con Archie, non che si sono lasciati, cercando di farla rinsavire, e, a quanto pare, funziona. 
Intanto, a Riverdale, Josie litiga con sua madre Sierra per il fatto che abbia una relazione con lo sceriffo Keller; secondo lei, è importante che anche Kevin lo sappia, visto che i suoi si stanno separando. Josie alla fine lo dice a Kevin ma sua madre Sierra si arrabbia con lei, dicendole che non avrebbe voluto che la cosa si sapesse così e che tutto questo è colpa dei Lodge, che hanno sabotato le loro vite impedendogli di vivere normalmente a causa dei ricatti.
Al lago, Betty dice a Jug che lei e Veronica si erano baciate all'inizio dell'anno, durante le selezioni delle cheerleaders, e che ormai mancano solo lui e Archie a doversi baciare, scatenando una risata generale nel gruppo di amici.
F.P., nel mentre, chiama felice Jughead e gli dice che tutti i loro debiti sono stati pagati da Hiram Lodge, perché ha acquistato anche la zona-roulotte, ovvero il Sunny Side Park: i Serpents possono restare a casa loro, ma ormai Lodge sta comprando tutto il Southside (prima il drive-in, poi la Southside High e ora il Sunny Side Park), per questo motivo Jug discute con Veronica.
Intanto, Kevin chiede a Moose di andare a vedere insieme il nuovo film per gay, ma Moose, nonostante in passato i due si siano frequentati, gli dice di no, perché ora sta con Midge e la ragazza non sa niente di quello che c’è stato tra i due, pensando che Moose sia eterosessuale. 
Moose e Midge, quella sera, incontrano Kevin al Pop's e Midge si propone di aiutarlo a trovargli un ragazzo con cui uscire, proponendogli uno dei Serpents, che Moose dice essere davvero carino, così Kevin comincia ad avere dei sospetti su quanto gli ha precedentemente raccontato Moose. 
Intanto anche Cheryl va da sola al cinema, perché vuole allontanarsi da sua madre Penelope, che continua a far venire gli uomini in casa loro per soldi. Al cinema, Cheryl incontra Toni e le due vanno insieme a vedere un film, così alla fine Cheryl si confida con Toni dicendole che in passato aveva un’amica che le piaceva, Heather, ma che un giorno sua madre la sbatté fuori di casa perché le vide dormire assieme. 
Anche Josie va al cinema, dove incontra Kevin, con il quale si chiarisce riguardo alla questione dei loro genitori. 
Hiram Lodge compra anche il Riverdale Register, il giornale della città che era del padre di Betty, mentre Alice dà di matto.
Intanto, alla baita al lago, durante la sera, due ladri con il passamontagna, che ad Archie ricordano molto Black Hood, cercano di derubare i ragazzi, ma fortunatamente Veronica riesce a chiamare la sicurezza e pertanto i ladri scappano via dopo aver strappato la collana d'oro dal collo di Veronica. Archie però fugge dalla baita e rincorre uno dei due ladri per il bosco, arrivando a smascherarlo: è Cassidy, il tipo che ci aveva provato con Veronica in paese. Improvvisamente, sopraggiunge sul luogo Andre, che si occupa di Cassidy e lo ammazza con un colpo di pistola.
Archie, successivamente, parla con Hiram e lui gli restituisce la collana che il ladro aveva strappato a sua figlia Veronica.
Al loro rientro a casa, Jughead dice a Betty, dopo aver conosciuto Chic, di stare molto attenta a lui.

## Capitolo ventotto: "Patto di sangue"
- Titolo originale: Chapter Twenty-Eight: There Will Be Blood
- Diretto da: Mark Piznarski
- Scritto da: Aaron Allen

### Trama
Kevin aiuta Betty a scoprire qualcosa di più su suo fratello Chic. 
Intanto Hal, dopo aver venduto il Register a Lodge in cambio di una grossa somma di denaro, vuole divorziare da Alice. 
Cheryl e sua madre parlano con un notaio che dice loro che ha un segreto da rivelare riguardo a Clifford e che, come da disposizioni, doveva rendere noto il testamento del sign. Blossom solo dopo che la polizia avesse finito con le indagini.
Dopo le dimissioni del sindaco McCoy, i Lodge propongono e cercano di convincere Fred Andrews a candidarsi come nuovo sindaco: mossa furba per i Lodge, che sperano così di avere un amico al loro fianco nelle vesti di sindaco, in modo da rendergli più facile presentare i loro piani futuri ed essere così appoggiati dal popolo di Riverdale. 
Veronica deve convincere Archie a convincere suo padre a candidarsi; nel mentre, però, Archie va da Jughead e gli consegna un’importante informazione da scrivere sul suo giornalino, affinché suo padre Fred la legga e decida di non candidarsi. Questa informazione creerebbe scalpore tra i cittadini di Riverdale: Hiram, in passato, non aveva fatto alcuna donazione al Pop's per far sì che rimanesse aperto, anzi, lo aveva comprato in gran segreto. Jughead, sconvolto, capisce così che Hiram è molto pericoloso e capisce anche qual è il suo piano: Lodge sta stranamente comprando solo terreni svalutati, tutti terreni appartenenti al Southside.
Pop dice a Jughead che ha accettato di vendere il Pop’s perché aveva promesso a sua madre, nel bene e nel male, di portare avanti l'attività di famiglia ad ogni costo, e di non dire a nessuno di questo. 
Intanto Polly, la sorella di Betty, fa finalmente conoscere i suoi due bambini alla madre Alice. 
Alla lettura del testamento del signor Blossom si scopre che Clifford voleva dividere il patrimonio di famiglia e, siccome anche i Cooper, a parte Alice, hanno legami di sangue con i Blossom, anche a loro spettano dei soldi e pertanto dovranno fare le analisi del DNA per accertare di far parte della famiglia. Chic, tuttavia, rifiuta il patrimonio dei Blossom dicendo che ha paura dei prelievi e che tantomeno non vuole i soldi sporchi di quella famiglia, facendo insospettire Betty. 
Betty collabora allora con Kevin, che intrattiene delle videochiamate webcam con Chic per scoprire qualcosa sul suo conto. Kevin viene così a sapere che Chic ha fatto già svariate volte il test dell'HIV, ma poi interrompe la videochiamata perché stava per essere scoperto come complice di Betty.
Jughead non vuole pubblicare l'articolo su Hiram e il Pop's per non colpire Pop alle spalle, ma Hiram lo scopre ugualmente perché Pop si reca a dirglielo e pertanto si inquieta. 
Archie chiede a Veronica di smetterla di sforzare suo padre a candidarsi e pertanto lei decide che, d'ora in poi, Archie è fuori dagli affari di famiglia, perché vuole salvaguardarlo.
Archie deve in qualche modo convincere suo padre a non candidarsi, per cui si fa aiutare da Josie e dalla McCoy, che cerca di convincere Fred Andrews a non candidarsi.

## Capitolo ventinove: "I colori della vittoria"
- Titolo originale: Chapter Twenty-Nine: Primary Colors
- Diretto da: Sherwin Shilati
- Scritto da: James DeWille

### Trama
Betty ruba del DNA dal bagno di Chic e poi gli porta il risultato delle sue analisi del sangue, provandogli così che non ha sangue Blossom e accusandolo di essere un impostore. Sua madre Alice, però, interviene nella discussione e svela che Chic è sì suo figlio, ma avuto da un altro uomo, quindi non da Hal; per questo motivo Chic non può avere sangue Blossom.
Di notte, Betty minaccia Chic con un accendino, così la mattina dopo lui racconta tutto ad Alice, portandole anche una parrucca nera che Betty indossa durante i suoi momenti di intimità con Jughead. In tutto ciò, cresce tra madre e figlia il timore che Chic possa rivelare alla polizia dell'omicidio avvenuto in casa loro.
Nel frattempo, i Lodge decidono di lasciar perdere Fred e al suo posto si candida Hermione, intensificando la campagna per la poltrona di sindaco e ottenendo l'appoggio di una celebrità amata da Kevin. 
Dato che Hermione si è candidata a nuovo sindaco, sua figlia Veronica decide di fare lo stesso e pertanto si candida per le elezioni scolastiche insieme alla sua co-presidente, Betty, ma deve far fronte a Reggie, anche lui candidato. La loro compagna di scuola, Ethel, stampa dei volantini contro Veronica, ritraendola come una bugiarda diabolica che ha taciuto i piani di suo padre riguardo al Southside. Alla vista dei volantini, una Betty delusa e amareggiata si distacca da Veronica. 
I Lodge intanto prendono le iniziative per la demolizione della Southside High e la successiva costruzione di un carcere ma Fred Andrews, loro socio in affari, non è d'accordo con questa idea e pertanto manifesta le sue intenzioni di tagliare definitivamente i rapporti con le Lodge Industries e il progetto SoDale. Per aiutarlo con le questioni legali, arriva in aiuto la sua ex moglie, Mary, che resterà un po' di tempo a casa Andrews. 
Toni fa il provino delle cheerleaders ed entra nelle Vixens, mentre Cheryl approfondisce la sua amicizia con lei. 
Cheryl stessa, nel frattempo, deve fare i conti con lo zio Claudius, fratello gemello di suo padre Clifford, che si è ripresentato all'improvviso in città per via dell'eredità dei Blossom e che ora sta vivendo da loro. Cheryl ha però un brutto presentimento e teme che Claudius stia complottando con sua madre Penelope per disfarsi di lei e di sua nonna, Nana Rose Blossom, per avere tutti i soldi. Cheryl, dunque, non dorme più tranquilla perché pensa che suo zio cerchi in qualche modo di ucciderla e così organizza un pigiama party con le sue amiche (Betty, Veronica, Josie e Toni) per sentirsi più al sicuro. Quella stessa notte, però, poco prima che Toni e Cheryl si bacino, tutte le ragazze accorrono in corridoio in seguito ad un forte tonfo: l'anziana Rose Blossom è caduta rovinosamente dalle scale sulla sua carrozzina ed è riversa a terra, priva di sensi. Cheryl pensa che la caduta di sua nonna non sia un incidente ed è convinta che lei sarà la prossima vittima. 
Nana Rose viene ricoverata in ospedale e i medici scoprono che ha assunto la Radice di Tannes, una tossina che provoca paralisi. Cheryl incolpa dunque sua madre e suo zio dell’accaduto. Penelope, per tutta risposta, la rinchiude in isolamento al convento delle Sisters of the Quiet Mercy dove, all'insaputa di tutti, sarà sottoposta a una terapia per riconvertirla dalla sua omosessualità.
Jughead è sconvolto del fatto che la sua ex scuola, la Southside High, verrà demolita a breve e pertanto inizia ad avere alcune discussioni con Archie, che ormai difende i Lodge in tutto e per tutto. 
Jugh e i Serpents scioperano e si incatenano alla Southside High per bloccare la demolizione, così Hiram incarica Archie di andare a rompere le catene e lui è costretto ad accettare per via di un precedente giuramento fatto con il sangue con il signor Lodge. In cambio, Archie ottiene per suo padre Fred lo scioglimento completo del contratto con le Lodge Industries. 
Fred Andrews, nonostante tutto, decide di candidarsi come nuovo sindaco di Riverdale contro Hermione Lodge.
Jughead, ormai vinto, decide di candidarsi come presidente del comitato studentesco per fronteggiare i Lodge e pertanto chiede a Betty di fargli da spalla. Lei accetta volentieri e gli chiede anche se potrà vivere per un po' da lui, per tenersi lontana da suo fratello Chic.

## Capitolo trenta: "Il cappio al Collo"
- Titolo originale: Chapter Thirty: The Noose Tightens
- Diretto da: Alexis Ostrander
- Scritto da: Britta Lundin e Brian E. Paterson

### Trama
La scena politica di Riverdale arriva a una svolta pericolosa: da una parte i Lodge e dall'altra Fred Andrews.
Chic propone di lasciare casa Cooper affinché Betty torni a vivere lì, ma Alice non vuole che il figlio se ne vada, così obbliga Betty a tornare e a convivere con loro.
Chic rintraccia Darla, la fidanzata di Dwayne, ovvero il ragazzo che hanno ucciso nel salotto di casa Cooper; a Darla non importa nulla che Dwayne sia morto e promette di non dire nulla alla polizia in cambio di 10.000 dollari.
Mentre Betty è fuori casa per prelevare la somma richiesta da Darla in banca, riceve una telefonata disperata da parte di sua madre. Infatti, nel frattempo, è arrivato a casa Cooper il proprietario dell'ostello presso cui Chic alloggiava, contro il quale Betty aveva spruzzato dello spray al peperoncino. Proprio quando le cose stanno per mettersi male, intervengono Jughead e i Serpents in aiuto ai Cooper, cacciando Darla, il proprietario dell’ostello e lo stesso Chic. Alice ringrazia personalmente i Serpents e promette di non metterli mai più in cattiva luce nei suoi articoli di giornale.
Intanto Josie, Veronica e Toni cercano notizie di Cheryl da sua madre. Penelope però mente, dicendo loro di averla mandata a studiare in una scuola privata in Svizzera, poi mostra alle ragazze un disegno fatto da Cheryl che ritrae lei e Josie, spiegando che Cheryl era mentalmente deviata e ossessionata da lei. A quel punto Josie, sconvolta, corre via abbandonando le ricerche dell’amica. 
Mentre Penelope e suo cognato sono fuori casa, Nana Rose telefona a scuola per dire a Toni che Cheryl è stata rinchiusa all'Orfanotrofio delle Suore della Divina Provvidenza. Poco prima che Nana Rose termini la chiamata, però, suo figlio Claudius torna a casa e le stacca il filo del telefono. 
Intanto, i due soci Lenny Kowalsky e Karl Martin propongono ad Hiram un accordo, che lui però rifiuta. Così, Lenny e Karl inviano un sicario in casa Lodge che alla fine spara ad Andre. Archie però lo rincorre e lo smaschera: è il falso agente Adams, che li ha traditi per diventare socio di Kowalsky e Martin. Con Andre momentaneamente fuori gioco, ora i Lodge non hanno più nessuna protezione.
Hiram decide di incontrare a cena i due mandanti del colpo ad Andre, per parlare dell'affare che gli avevano proposto. Archie suggerisce a Hiram un diversivo: con l'aiuto di Reggie e di un ricostituito Red Circle, ora chiamato Cerchio Nero, Archie intima ai due uomini di non sottovalutare Hiram Lodge. Intanto, l'auto dei due investitori esplode e viene divorata dalle fiamme. 
Nel frattempo, Toni e Veronica si organizzano con Kevin per salvare Cheryl dalle Suore della Divina Provvidenza. Toni ritrova finalmente Cheryl e, proprio mentre sullo sfondo della stanza in cui si trovano viene proiettato un filmato omofobo, le due si baciano appassionatamente prima di fuggire: Cheryl è finalmente salva.
I signori Lodge regalano ad Archie un'auto decappottabile blu per ringraziarlo dell’aiuto dato loro.

## Capitolo trentuno: "Una notte indimenticabile"
- Titolo originale: Chapter Thirty-One: A Night to Remember
- Diretto da: Jason Stone
- Scritto da: Arabella Anderson e Tessa Leigh Williams

### Trama
A scuola, Kevin ha in mente di mettere in scena il musical di "Carrie", così Cheryl, appena uscita dal corso di riabilitazione per gay, convince Kevin ad avere il ruolo di protagonista, per tornare sotto le luci della ribalta. Ad Archie e Betty viene affidato il ruolo dei bravi ragazzi, mentre a Veronica il ruolo della cattiva ragazza. Chuck Clayton vuole far vedere a tutti che è cambiato, così si fa dare il ruolo del cattivo ragazzo per collaborare con gli amici. A Jughead, invece, viene affidato il compito di registrare il tutto
Durante le prove per il musical, un sacco appeso cade a terra e quasi colpisce Cheryl sulla testa. Successivamente, Kevin trova una lettera firmata da Black Hood, in cui si dice di cacciare Cheryl dal musical. Cheryl viene avvertita della cosa, ma ovviamente non vuole rinunciare al suo ruolo.
Intanto, Jughead e Betty indagano su Ethel, perché gelosa di non aver avuto il ruolo da protagonista affidato a Cheryl.
La madre di Cheryl viene a sapere del musical e vieta alla figlia di partecipare, non firmandole il permesso scolastico, così il ruolo viene dato a Midge.
Durante le prove del musical, la madre di Betty, a cui era stato affidato il ruolo della madre di Carry, scoppia in una crisi isterica perché ha capito di essere stata abbandonata da tutta la sua famiglia eccetto Betty.
La sera dello spettacolo, Hal si reca a casa Cooper per fare gli auguri a Betty e ad Alice, riappacificandosi con quest'ultima.
Jughead passa in rassegna tutti i camerini per filmare gli attimi prima dello spettacolo, quando improvvisamente trova Midge insieme a un Serpent, i quali dicono a Jughead di starsi scambiando dei consigli di recitazione.
Intanto, Cheryl si ricopre di sangue e va dalla madre, spaventandola a morte e intimandola di lasciare la loro casa.
Durante il musical arriva il momento in cui la madre di Carrie, ovvero Alice, lascia finalmente libera la figlia ma, quando si apre il sipario, lo spettacolo che si presenta è spaventoso: si vede il corpo di Midge trafitto da molte lame con dietro una scritta fatta col sangue che dice "Tutti quelli che mi sono scappati ora moriranno B.H."

## Capitolo trentadue: "Il rapimento"
- Titolo originale: Chapter Thirty-Two: Prisoners
- Diretto da: Jennifer Phang
- Scritto da: Cristine Chambers

### Trama
Lo sceriffo Keller sta per essere dimesso a causa dei troppi crimini che avvengono in città e che lui non riesce a smascherare, ma intanto continua ad indagare su chi potrebbe, tra i ragazzi della scuola, aver ucciso Midge.
Archie domanda a Keller se abbia mai trovato prove che collegassero realmente Svenson a Blackhood, perché secondo lui si sono sbagliati. Archie infatti non è convinto che Svenson fosse il pericoloso criminale perché lui ricorda gli occhi di Black Hood quando aveva sparato a suo padre e sa di per certo che quegli occhi non erano quelli di Svenson. Keller, tuttavia, gli risponde che è certo che Svenson fosse Black Hood e che il bandito di adesso è semplicemente un emulatore. Archie ha però troppa paura che Black Hood possa uccidere suo padre. 
Keller vuole parlare con Chic perché la sera dell'omicidio di Midge il ragazzo era nei camerini, a sua detta per fare gli auguri alla sorella Betty.
Intanto, una figura incappucciata segue Archie, mentre lui si reca alla casa di Svenson, dove alla fine una banda di incappucciati lo rapisce: sono Nick St.Clair e i suoi scagnozzi, che alla fine chiamano Veronica e la minacciano chiedendole dei soldi (1 milione di dollari) altrimenti faranno del male ad Archie. 
Betty e Jugh si recano dalle Suore della Mansueta Provvidenza perché vogliono indagare su Chic e Svenson, visto che entrambi hanno vissuto lì nello stesso periodo. Qui scoprono, grazie a delle foto, che in realtà il vero fratello di Betty non è Chic, almeno non quello che conoscono loro. A quel punto, i due ragazzi accusano Chic e poi mostrano alla mamma di Betty la foto trovata. Chic, in preda al panico, afferra un coltello, ma viene steso da Betty e successivamente legato nello scantinato di casa. L'impostore afferma allora di non essere Charles ma che conobbe quello vero per strada, il quale gli raccontò che, quando era piccolo, i Cooper si liberarono di lui dandolo in adozione; una volta cresciuto, il vero Charles si presentò a casa Cooper ma gli venne sbattuta la porta in faccia proprio da Alice, che non lo riconobbe. A quel punto, il vero Charles, disperato, andò in overdose di jingle jangle e morì. Alice ricorda l’accaduto e, sconvolta da questa rivelazione e credendosi la responsabile della morte del figlio, si reca da sola da F.P. per chiedere perdono e qui si scopre che il figlio morto di overdose era proprio figlio di F.P. 
Intanto, Betty e Jugh si recano all'ostello dove conobbero Chic e parlano con una sua vicina di casa, scoprendo che in realtà è stato Chic a uccidere il vero fratello di Betty, il quale non è morto per overdose.
Betty viene contattata da Black Hood che le chiede di consegnargli Chic e che, se non lo farà, tutti verranno a sapere dell'uomo morto nel suo salotto. Betty, alla fine, consegna Chic a Black Hood, il quale lo insegue nella foresta, lasciando il suo destino sconosciuto agli spettatori.
Betty torna a casa e dice a sua madre che Chic è andato via e che non tornerà mai più, ma poi si accorge di un dettaglio: si chiede dove sia finito suo padre Hal durante la sua assenza.
Veronica e i Lodge non possono denunciare Nick per la cattura di Archie perché, se lo facessero, essendo i St.Clair dei mafiosi, rischierebbero di uscire allo scoperto anche loro stessi. 
Nick chiede a Veronica una serata romantica e del sesso in cambio di far liberare Archie, Veronica accetta ma, prese le dovute precauzioni, incastra Nick e lo droga di nascosto, facendosi consegnare poi 1 milione di dollari dalla famiglia St. Claire; viene poi raggiunta da Archie, slegatosi dalla trappola di Nick. 
Archie, ormai libero, confida a Hiram Lodge che vuole uccidere qualcuno per lui: vuole eliminare Black Hood una volta per tutte, per dimostrargli tutta quanta la sua fiducia.

## Capitolo trentatré: "Resa dei conti"
- Titolo originale: Chapter Thirty-Three: Shadow of a Doubt
- Diretto da: Gregory Smith
- Scritto da: Yolanda E. Lawrence

### Trama
La lotta per diventare sindaco si inasprisce con un forte dibattito: da una parte Hermione Lodge e dalla parte opposta Fred Andrews.
A scuola, nel frattempo, le tensioni fra i Bulldogs e i Serpents aumentano.
Intanto, Archie cerca di aiutare suo padre con la campagna elettorale, andando a bussare porta a porta per raccogliere voti.
Hiram Lodge chiede ad Archie di formare nuovamente il Cerchio Nero con Reggie e i Bulldogs, così il ragazzo accetta.
I Lodge convocano in città lo sceriffo Michael Minetta, che sostituirà lo sceriffo Keller.
Betty confida a Cheryl di sospettare che suo padre possa essere Black Hood.
Moose ammette al Cerchio Nero che, la sera dell'omicidio di Midge, prima dello spettacolo, loro due avevano litigato perché Moose aveva scoperto che Midge si frequentava con uno dei Serpents e quindi lo tradiva. Reggie e i Bulldogs, furiosi, vogliono scoprire di chi si tratta.
Archie scopre che Hiram paga il Cerchio Nero e che il padre della sua ragazza e i suoi amici si sono alleati.
Il Serpent in questione, Fangs, si confida con Jughead che cerca di proteggerlo, perché ha paura che ora tutti l’accusino dell'omicidio di Midge.
Intanto, Veronica riceve alcune interessanti richieste di partnership dai figli di alcuni potenti investitori. Lei, alla fine, si scopre interessata all'offerta di Elio di costruire un casinò insieme ai Lodge a Riverdale. Veronica allora cerca di convincere suo papà a collaborare, ma lui non vuole accettare la richiesta di Elio in quanto loro non vogliono più essere mafiosi, mentre invece la famiglia di Elio lo è.
Elio chiede ad Archie se sia stato lui ad uccidere Poppa Poutine, poi gli dice anche che ora suo figlio vuole vendicarsi e uccidere l'assassino di suo padre.
Betty, sempre più preoccupata, inizia ad indagare su suo padre e cerca qualcosa che lo colleghi a Black Hood, trovando il suo registro settimanale e notando che tutte le date degli omicidi di Black Hood corrispondono con i suoi impegni personali, quando Hal dormiva in un B&B perché era stato sbattuto fuori di casa. Betty, ora, è quasi sicura che suo papà sia Black Hood e, nel frattempo, aspetta notizie su Chic per vedere se ne trovano il cadavere.
 Alla fine, spinta da Cheryl, Betty confessa a sua madre e a suo padre di aver ricevuto chiamate da Black Hood in passato, poi si reca con Cheryl al B&B dove aveva alloggiato Hal e qui, le due ragazze, trovano una prova: il libro di cui Betty era ossessionata da bambina, libro con il quale Black Hood le aveva scritto la famosa minaccia in codice.
Fred Andrews riceve un'altra minaccia di morte da parte di Black Hood e lo rivela ad Archie.
Lo sceriffo Minetta interroga Fangs dopo avergli sequestrato un coltello, convinto che sia lui il colpevole dell'omicidio di Midge, ma l’ex sindaco McCoy, ripresa la sua carriera da avvocato, decide di difendere Fangs per non farlo arrestare.
È il giorno delle elezioni comunali e Black Hood si presenta in municipio terrorizzando il pubblico con un fucile e cercando di sparare a Fred Andrews. Nella confusione generale, Betty si accorge che suo padre è accanto a lei, quindi non può essere lui Black Hood.
Veronica litiga con suo padre Hiram perché, nonostante sua mamma sia rimasta scioccata dalla bravata di Black Hood alle elezioni, lui vuole che Hermione continui la campagna elettorale, accusandolo di essere un egoista poiché gli importa solo dei suoi interessi.
Betty confessa a suo padre del libro trovato nella sua camera del B&B e sta per colpevolizzarlo, quando lui le dice che quel libro era in realtà il suo regalo di compleanno.
Il Serpent Joaquin è tornato in città e aiuterà Fangs a scappare una volta rilasciato, per evitare che venga linciato dalla folla inferocita di Riverdale che non vuole il suo rilascio. Nonostante ciò, Fangs viene rilasciato senza scorta e i Bulldogs ne approfittano perché vogliono ucciderlo, aspettandolo fuori dal carcere in rivolta. Tuttavia, i Serpents cercano di salvare Fangs e lo scortano all’esterno del carcere anche se, all’improvviso, qualcuno spara a Fangs, che alla fine cade per terra con un colpo di pistola allo stomaco. Nel mentre, Archie si getta su Reggie, che aveva in mano una pistola, anche se non è stato lui a sparare perché qualcuno lo ha anticipato.
Betty chiama suo padre e gli chiede di vedersi nel luogo dove tutto è iniziato, dove la ragazza fece il famoso discorso alla comunità di Riverdale, ma suo padre non si presenta.
A fine puntata, si vede Black Hood recarsi a casa di Cheryl e suonarle alla porta. La ragazza apre e urla di terrore.

## Capitolo trentaquattro: "La notte del giudizio"
- Titolo originale: Chapter Thirty-Four: The Killing of a Sacred Deer
- Diretto da: Cherie Nowlan
- Scritto da: Shepard Boucher

### Trama
Toni viene rapita da Penny Peabody, che è tornata a Riverdale e si è alleata con i Ghoulies.
 Quando Jughead va a salvare Toni, gli viene proposta una sfida: Ghoulies contro Serpents per il controllo del Southside. Jughead, allora, ne parla con i suoi Serpents mostrando il suo disaccordo perché, secondo lui, sarebbe stato un suicidio, ma F.P. e tutti gli altri decidono di scontrarsi e di combattere fino alla fine.
Mentre Veronica e sua madre si trovavano in casa da sole, vengono raggiunte dal figlio di Poppa Poutine, che uccide Andre e poi sale in casa per uccidere anche Veronica e sua madre. Alla fine, però, Hermione gli spara fermandolo.
Nel frattempo, Black Hood richiama Betty al telefono e lei gli dà appuntamento per vedersi. Black Hood però non si presenta dicendole che l’avrebbe aspettata a casa. 
 Una volta arrivata, Betty trova suo padre che fa sedere lei e sua madre sul divano, mostrando loro un video. In questo video c’è lui da bambino che viene invogliato da sua madre a coprire l’assassinio della famiglia Conway (ex famiglia di Svenson) compiuto da suo padre. Quindi, il famoso “macellaio” di Riverdale era il nonno di Betty. 
 Hal Cooper, dopo aver visto il video, si rivela come Black Hood dicendo che aveva il compito di terminare ciò che aveva iniziato suo padre, ovvero ripulire la città di Riverdale dai peccatori. Mentre Alice cerca di distrarlo, perché ha capito che lui vuole ucciderle, Hal, infuriato, cerca di strozzarla. Betty allora lo colpisce con un arnese del camino e, alla fine, Hal viene portato via dalla polizia. 
Contemporaneamente, in casa Andrews entra un uomo incappucciato, con le sembianze di Black Hood, che spara un altro colpo di pistola a Fred, che fortunatamente aveva indosso il giubbotto antiproiettile e per cui rimane illeso. Archie, infuriato per non aver difeso il padre una seconda volta, corre fuori per raggiungere il criminale ma non riesce a trovarlo.
Nel frattempo, Jughead continua a pensare allo scontro del giorno dopo con i Ghoulies e al fatto che sarebbe stato un massacro. Il ragazzo inizia anche a capire che dietro il ritorno di Penny e dei Ghoulies c’è Hiram Lodge, che ha lo scopo di eliminare definitivamente i Serpents per appropriarsi così di tutto il Southside. A quel punto, Jugh chiama Hiram e gli fa una proposta: si sacrificherà lui stesso per salvare tutti gli altri Serpents. Hiram accetta e Jughead, prima di consegnarsi a Penny e ai Ghoulies, chiama Betty dicendole quanto la ama e dandole una specie di addio. Questa chiamata fa però preoccupare la ragazza, che quindi chiama F.P. il quale, capendo la situazione, si reca subito al nascondiglio di Penny. Nel mentre, il resto dei Serpents e Betty accorrono sul luogo aspettando che F.P. torni da loro, ma ciò che alla fine si trovano davanti è una scena orribile: uscendo dal bosco, arriva F.P. con in braccio Jughead privo di conoscenza e ricoperto di sangue dalla testa ai piedi.

## Capitolo trentacinque: "L'unione fa la forza"
- Titolo originale: Chapter Thirty-Five: Brave New World
- Diretto da: Steven A. Adelson
- Scritto da: Roberto Aguirre-Sacasa

### Trama
Jughead sopravvive all’assalto dei Ghoulies ed F.P. rivela ai Serpents che Fangs è sopravvissuto allo sparo. 
Lo sceriffo Minetta informa Archie di aver catturato il secondo Black Hood e di averlo dovuto uccidere perché opponeva resistenza: era Tall Boy, una volta parte dei Serpents. 
Cheryl scopre che Penelope e suo zio Claudius si incontrano segretamente con Hiram e quindi informa Veronica, che ne parla subito con sua madre. Hermione, ritenendo possibile che abbia pianificato Hiram l’attacco al dibattito per le elezioni, rivela a Veronica che suo padre ha in programma di consolidare l'intero Southside ma che, per farlo, ha bisogno di un ultimo fondamentale pezzo, un locale chiamato Whyte Wyrm, ritrovo dei Serpents. 
Scoperto il tutto, Jughead, Archie e Cheryl conducono i Serpents lontano dal locale, prima che si ritrovino ad affrontare un raid da parte di Hiram, e Archie offre loro asilo a casa sua, facendo in questo modo riappacificare Serpents e Bulldogs. 
Veronica acquista il Whyte Wyrm prima di suo padre, per poi proporgli uno scambio e riavere indietro il Pop's Chock'lit Shoppe. 
F.P., intanto, si ritira dai Serpents nominando Jughead nuovo capo, mentre Cheryl si unisce a loro, consolidando la sua relazione con Toni. 
Hermione vince le elezioni di sindaco e si reca a casa Andrews per porgere, nonostante tutto, le sue sincere congratulazioni a Fred. 
Successivamente, Hiram incontra Penny, Penelope, Claudius, lo sceriffo Minetta e Malachai (capo dei Ghoulies), per discutere dei loro oscuri piani. In quella sede, Hiram informa i suoi soci che i ragazzi della Riverdale High, ben presto, non rappresenteranno più una minaccia per il loro piano. 
Alla Riverdale High, Archie viene eletto presidente del comitato studentesco poco prima di essere ingiustamente arrestato, sotto gli occhi compiaciuti di Hiram, dallo sceriffo Minetta per l'omicidio di Cassidy Bullock, uno dei ladri che si erano introdotti alla casa sul lago dei Lodge.